# فرودگاه برلواگ
فرودگاه برلواگ (به انگلیسی: Berlevåg Airport) (به زبان بومی: Berlevåg lufthavn) یک فرودگاه همگانی با کد یاتا BVG است که یک باند فرود آسفالت دارد و طول باند آن ۸۰۰ متر است. این فرودگاه در کشور نروژ قرار دارد و در ارتفاع ۱۳ متری از سطح دریا واقع شده‌است.

## شرکت‌های هواپیمایی و مقصدهای پروازی

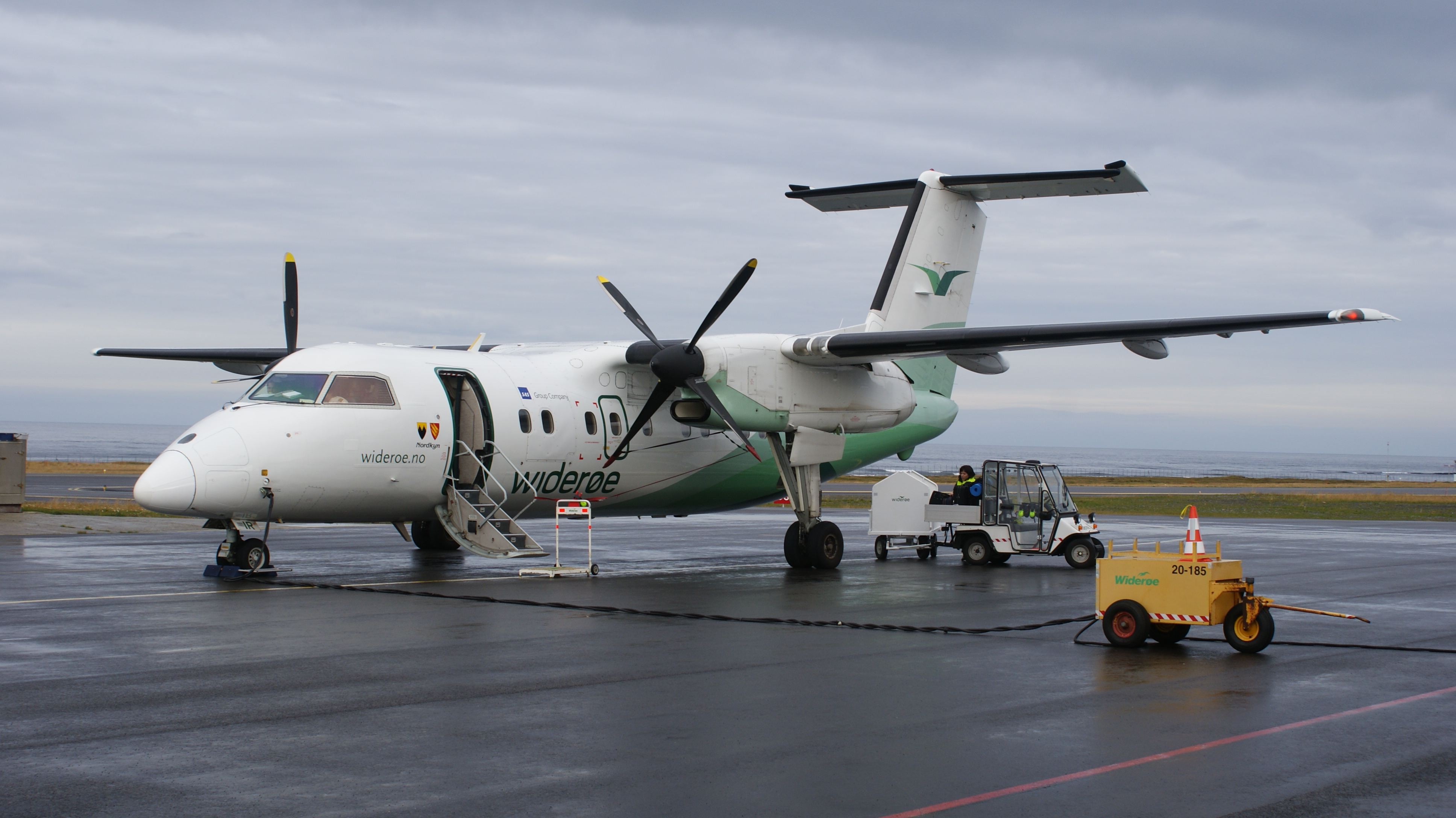
Widerøe Bombardier Dash-8 100 at Berlevåg Airport

| شرکت‌های هواپیمایی | مقصدهای پروازی                                                          |
| ----------------- | ----------------------------------------------------------------------- |
| ویدروئه           | بتسفیورد، هامرفست، هنینگسواگ والان، کرکنس، مهامن، ترومسا، سوارتنس واردو |